# .bi
A .bi Burundi internetes legfelső szintű tartomány kódja, melyet 1996-ban hoztak létre. A Burundi National Center of Information Technology tartja karban, a regisztráció mindenki számára nyitott.